# Eudonia persimilis
Eudonia persimilis is een vlinder uit de familie van de grasmotten (Crambidae). De wetenschappelijke naam van de soort is voor het eerst geldig gepubliceerd in 1991 door Sasaki.